# Титово (Кімрський район)
Титово (рос. Титово) — присілок в Кімрському районі Тверської області Російської Федерації.
Населення становить 658 осіб. Входить до складу муніципального утворення Титовське сільське поселення.

## Історія
Від 2005 року входить до складу муніципального утворення Титовське сільське поселення.

## Населення
| 2010 |
| ---- |
| 658  |